# USS LST-416
O USS LST-416 foi um navio de guerra norte-americano da classe LST que operou durante a Segunda Guerra Mundial.